# Артур Бетербиев — Дмитрий Бивол
Артур Бетербиев — Дмитрий Бивол — боксёрский матч, который состоялся 12 октября 2024 года в Эр-Рияде (Саудовская Аравия) на стадионе Kingdom Arena. Это был объединительный бой за звание абсолютного чемпиона мира по версиям IBF (9-я защита Бетербиева), WBC (6-я защита Бетербиева), WBO (3-я защита Бетербиева), WBA-Super (8-я защита Бивола) и IBO (2-я защита Бивола) в полутяжёлом весе (до 79 кг). Бой продолжался все отведённые на него 12 раундов и завершился победой Бетербиева решением большинства судей.
Бой стал первым в истории, когда за звание абсолютного чемпиона боролись два российских боксёра. Бетербиев стал первым за 21 год полутяжеловесом, который завоевал титул абсолютного чемпиона в своей весовой категории (до него в 1999—2003 годах этим титулом владел Рой Джонс). Также это был первый профессиональный бой Бетербиева, в котором ему не удалось нокаутировать своего соперника.

## Перед боем
Первоначально бой предполагалось провести 1 июня, но за три недели до назначенной даты на тренировке Бетербиев травмировал колено. Накануне боя 12 октября Бивол считался фаворитом противостояния. Возможно, причиной был возраст Дмитрия, который на 6 лет моложе своего соперника (на момент боя 33 года против 39 у Бетербиева).

## Андеркард
В андеркарде вечера прошли 6 боёв. Саудовец Мохаммед Аль-Акела выиграл свой первый профессиональный бой у колумбийца Хесуса Гонсалеса. Австралиец Джей Опетайя техническим нокаутом победил британца Джека Мэсси и защитил титул чемпиона IBF в супертяжёлом весе (свыше 91 кг). Британец Крис Юбенк-младший нокаутом одержал верх над поляком Камилом Шереметой и завоевал вакантный пояс чемпиона IBO в среднем весе (до 72,5 кг). В бою за звание чемпиона Великобритании в супертяжёлом весе столкнулись Фабио Уордли и Фрейзер Кларк. В первом же раунде Уордли нокаутировал своего соперника, сломав ему челюсть, и завоевал титул. Бой Бена Уиттекера и Лайама Кэмерона не выявил победителя — Уиттекер получил травму и не смог продолжить бой. Также состоялся и один женский бой: австралийка Скай Николсон единогласным решением судей победила представительницу Британии Рэйвен Чепмен.
| Весовая категория          | Победитель         | Соперник              | Метод                | Раунд | Время | Примечания                                                   |
| -------------------------- | ------------------ | --------------------- | -------------------- | ----- | ----- | ------------------------------------------------------------ |
| Полутяжёлая (до 79 кг)     | Артур Бетербиев    | Дмитрий Бивол         | Раздельное решение   | 12    | 3:00  | Объединительный бой по версиям WBC, IBF, WBO, WBA Super, IBO |
| Тяжёлая (до 91 кг)         | Фабио Уордли       | Фрейзер Кларк         | технический нокаут   | 1/12  | 2:28  | чемпион Британии, Содружества и WBA                          |
| Супертяжёлая (свыше 91 кг) | Джей Опетая        | Джек Мэсси            | технический нокаут   | 6/12  | 2:00  | титул чемпиона IBF                                           |
| Средняя (до 75 кг)         | Крис Юбенк-младший | Камил Шеремета        | нокаут               | 7/12  | 1:45  | вакантный титул чемпиона IBO                                 |
| 2-я полулёгкая (до 59 кг)  | Мохаммед Алакел    | Хесус Гонсалес        | единогласное решение | 4     | 3:00  |                                                              |
| 1-я средняя (до 70 кг)     | Марко Марич        | Кристиан Лопес Флорес | единогласное решение | 4     | 3:00  |                                                              |
| Женский бой                |                    |                       |                      |       |       |                                                              |
| Полулёгкая (до 57 кг)      | Скай Николсон      | Рэйвен Чепмен         | единогласное решение | 10    | 2:00  | женский титул WBC                                            |
| Ничья                      |                    |                       |                      |       |       |                                                              |
| Полутяжёлая (до 81 кг)     | Бен Уиттекер       | Лайам Кэмерон         | техническая ничья    | 5/10  | 3:00  | IBF и WBO                                                    |

## Ход поединка

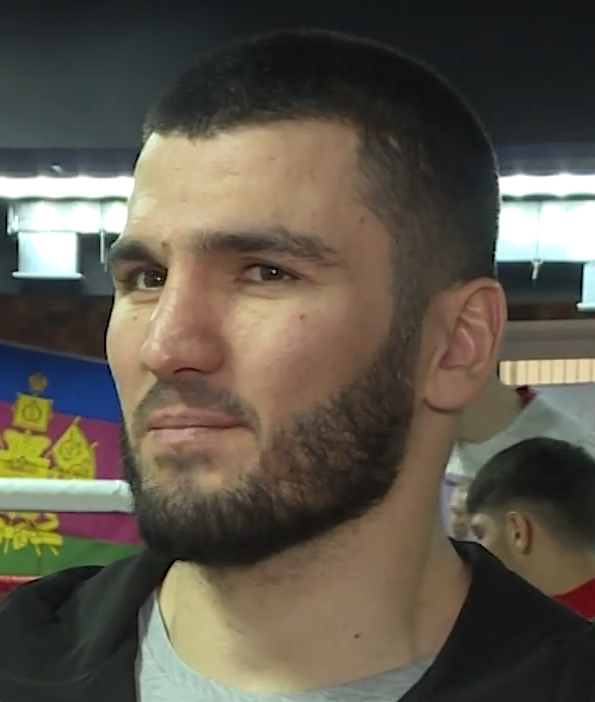
Артур Бетербиев

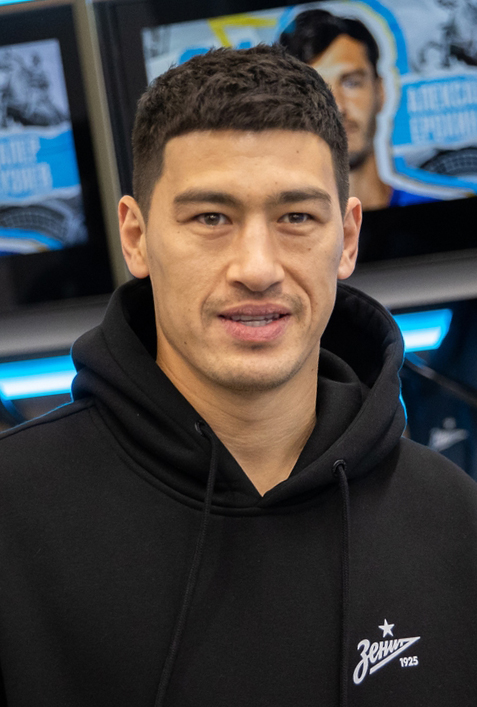
Дмитрий Бивол

Стартовый отрезок боя начался с традиционного давления от Бетербиева, который агрессивно шёл вперёд. Бивол отвечал на это скоростью, джебом и работой ног, которые дали ему преимущество в первых раундах. Бетербиев смог навязать нужный ему размен в 3-м раунде. Бивол ответил уверенным 4-м и 5-м раундами. Вторая половина боя, кроме 8-го и 9-го раундов, была за Артуром, который смог в чемпионских раундах донести больше силовых ударов. Решение судей: 114—114, 115—113 и 116—112 в пользу Бетербиева, который объединил все пояса в полутяжёлом весе. Система Compubox обнародовала статистику нанесённых/точных ударов: Бивол был точнее (142—137) за счёт джебов (58-47), а по силовым небольшое преимущество на стороне Бетербиева (90-84).

## После боя
По итогам боя боксёры должны гарантировано получить по 10 млн долларов и проценты от платных трансляций.
Председатель Главного управления по делам развлечений Саудовской Аравии Турки Аль аш-Шейх назвал бой одним из лучших за последние 20 лет. Однако целый ряд видных специалистов не согласился с решением судей. Среди них известные боксёры, обладатели многих титулов россияне Константин Цзю и Сергей Ковалёв, британец Тони Беллью, американцы Эдгар Берланга, Шакур Стивенсон, Серхио Мора и другие. Дмитрий Бивол призвал дисквалифицировать одного из судей, отдавших наиболее явное предпочтение Бетербиеву, и высказал желание провести матч-реванш. Хотя в контракте не был прописан пункт о реванше, Бетербиев согласился провести повторный бой, но не ранее чем через полгода и если на это согласятся власти Саудовской Аравии.
Бивол в тот же день после боя признал поражение от Бетербиева и отказался участвовать в подаче апелляции на результат поединка против Артура Бетербиева.
Некоторые специалисты согласны с решением судей. Так, в их поддержку выступили экс-чемпион мира Николай Валуев, спортивный менеджер Виталий Тарасов, известный специалист в области бокса и смешанных единоборств Гарет Дэвис, тренер по боксу Тэдди Атлас, американский профессиональный боксёр Тимоти Брэдли, австралиец Джей Опетая, российские боксёры Роман Кармазин и Егор Мехонцев, украинец Александр Усик и другие.
Команда Бивола решила опротестовать судейское решение.
Бетербиев сказал:
Мои друзья жаловались, что во время боя показывали только моменты с атаками Бивола… Пересмотрел, один раз. Но с саудовского канала, там показывают чуть более детально в 4К, без вырезок. Все чётко. А то многие болельщики были в шоке от того, как на арене бой показывали. Показывали атаку, которую провёл Дмитрий, только это и было. Имею в виду повторы в том числе. Очень жаловались мои друзья, которые приехали за меня поболеть. На экране в момент перерывов показывали только моменты с Биволом. Ни одного ролика со мной не было, ни одной моей атаки и попадания.
Матч-реванш состоялся в Эр-Рияде на арене Venue Riyadh Season 22 февраля 2025 года.